# لكطيبات (الغيات)
لكطيبات هي إحدى مشيخات المملكة المغربية، تتبع جغرافيا لإقليم آسفي وإداريًا لالغيات. يقدر عدد سكانها بـ 4342 نسمة حسب الإحصاء الرسمي للسكان والسكنى لسنة 2004.